# Takatsukasa Norihira
Takatsukasa Norihira (jap. 鷹司 教平; * 14. Februar 1609; † 7. November 1668) war ein Spross der durch Takatsukasa Nobufusa neubelebten hochadligen Familie Takatsukasa, ursprünglich von Konoe Iezane abstammend, die als eine der go-sekke für würdig genug galt Regenten für japanische Herrscher zu stellen.
Norihira, Nobuhisas Sohn, war zunächst „Leiter des Amtes für die kaiserliche Leibgarde zur Linken“ und ab 1632 Naidaijin. Sadaijin („Kanzler zur Linken“) war er von 1640 bis 1641, als die Politik der Abschließung des Landes (sakoku rei) vom Tokugawa-Bakufu vervollkommnet wurde.
Verheiratet war er mit einer Tochter Go-Mizunoos, Tanemitsu. Sein dritter Sohn wurde in die Kujō adoptiert, er ist daher als Kujō Kaneharu (九条 兼晴; 1641–1677) bekannt. Drei Söhne erhielten hohe Stellungen innerhalb der buddhistischen Hierarchie. Die Tochter Nobuko  (信子; 1651–1709) wurde die Jōkō-in des Tokugawa Tsunayoshi, eine weitere wurde Nonne im Zuiryūji. Die jüngste wurde mit Shimazu Tsunataka, dem dritten Daimyō des Satsuma-han, verheiratet. Mit einer Nebenfrau hatte er die Tochter Fusako (房子; 1653–1712), die Hofdame im Palast der Kaiserin der Reigen-Tennō wurde.